# Чонмьо
Чонмьо (кор. 종묘, 宗廟) — конфуціанське святилище, засноване на честь померлих ванів та їхніх дружин корейської династії Чосон. За дослідженнями ЮНЕСКО, це святилище нині є найдавнішим зі збережених королівських святилищ, в якому виконувалися похоронні ритуали починаючи з XIV століття. Такі святилища існували також в часи Трьох держав, проте Чонмьо є єдиним королівським святилищем. 1995 року Чонмьо було занесено до списку Світової спадщини ЮНЕСКО.

## Історія
Чонмьо було споруджено 1394 року за наказом вана Тхеджо, на той час це була одна з найдовших будівель Азії. У головному залі, «Чонджоне», було сім кімнат, кожна з яких призначалася для вана та його дружини. Комплекс був розширений ваном Седжоном, за розпорядженням якого було добудовано зал «Йонненджон» (Зал Вічного Спокою).
Згодом чимало наступних ванів також розширювали святилище, незабаром у ньому стало 19 кімнат. Однак під час Імджинської війни святилище було зруйновано, а нове, що збереглася до наших днів, споруджене 1601 року. Зараз в ньому існує 19 пам'ятних плит різних ванів та 30 плит їхніх дружин, що розташовані в 30 сховищах. Оздоблення кожної кімнати є доволі аскетичним.
Зал «Чонджон» входить до списку Національних скарбів країни за номером 227; це найдовша з давньокорейських споруд.
Південна брама призначалися для входу й виходу духів, східна брама — для ванів, а учасники ритуалів входили й виходили через західну браму.

## Галерея

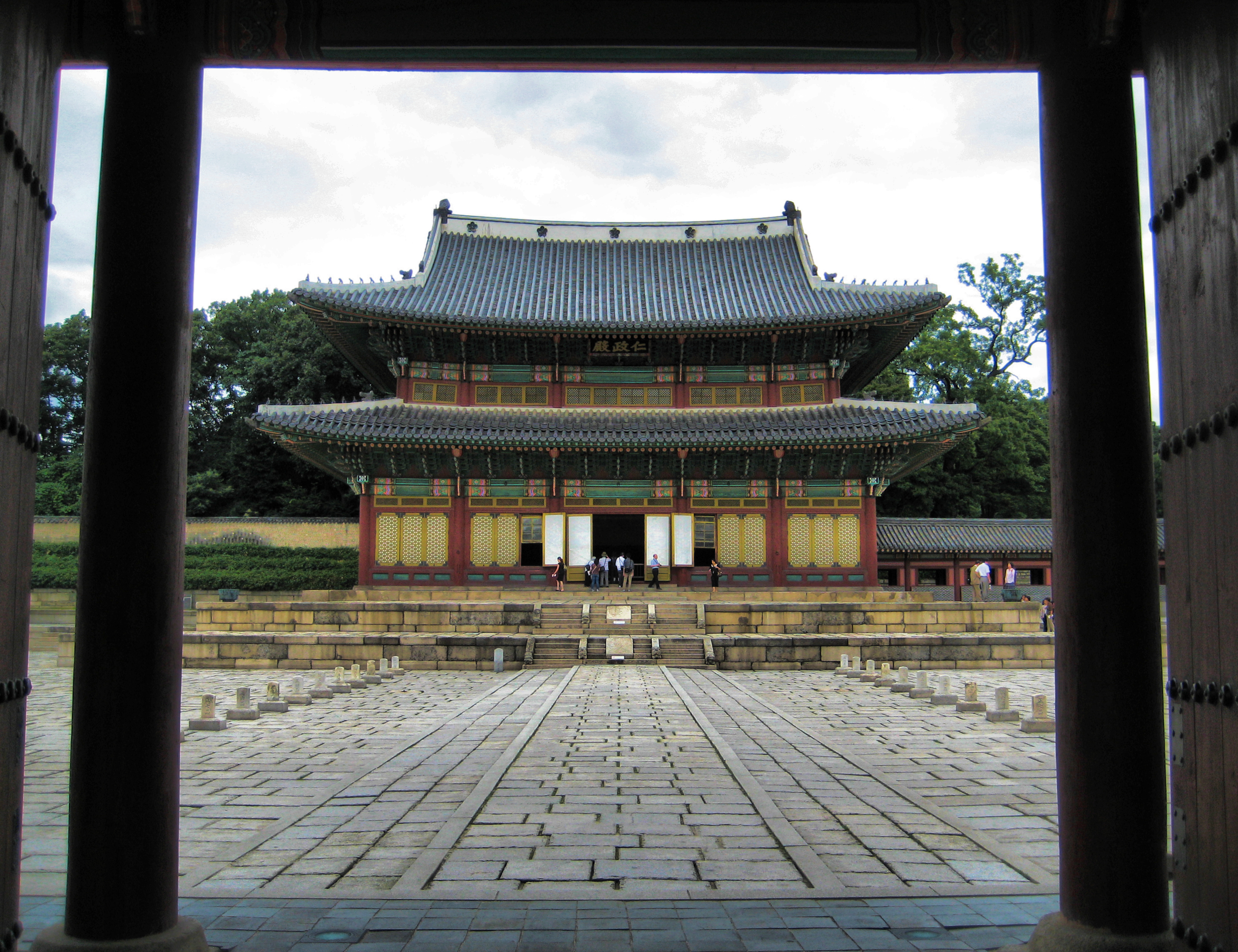
Чонмьо
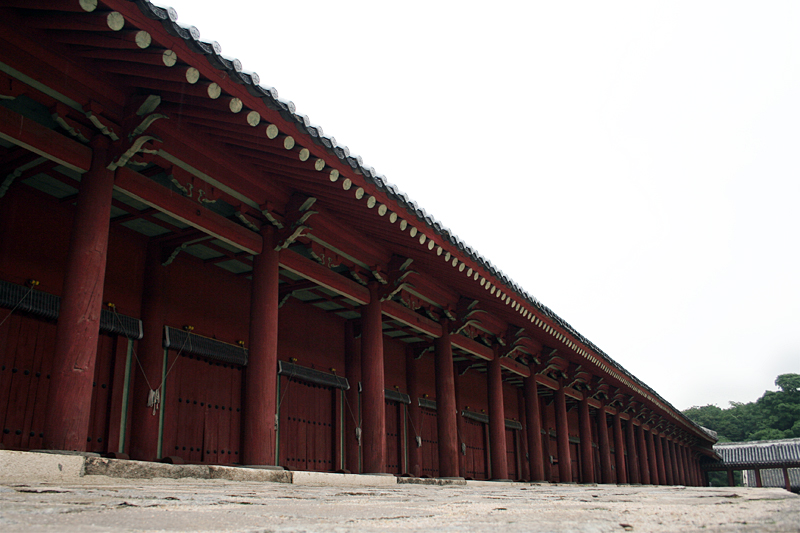
Головний зал, Чонджон.
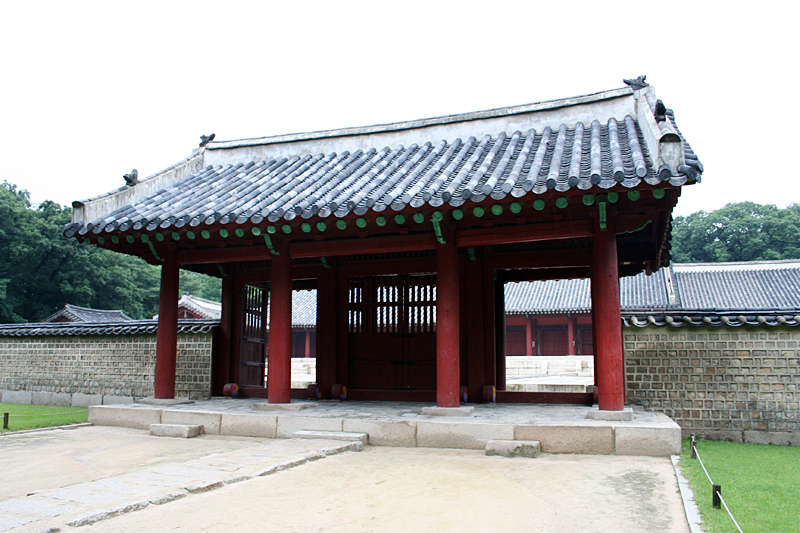
Головна брама залу Йонненджон.
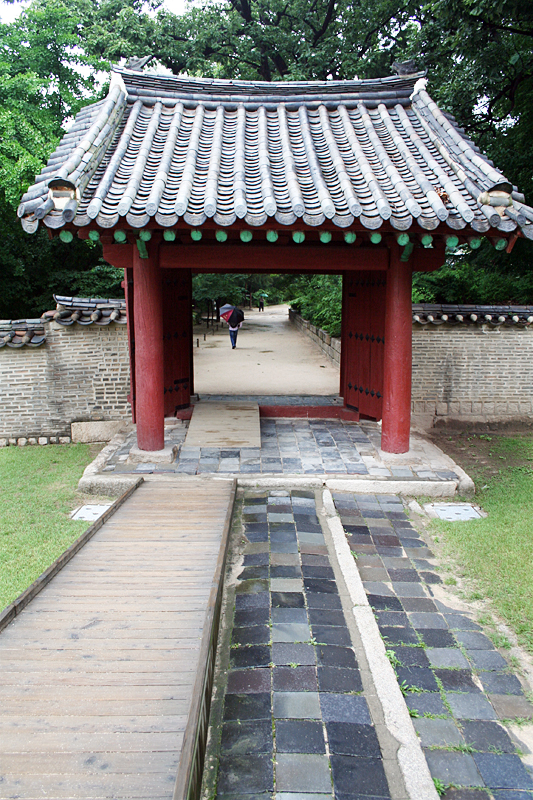
Бічна брама.
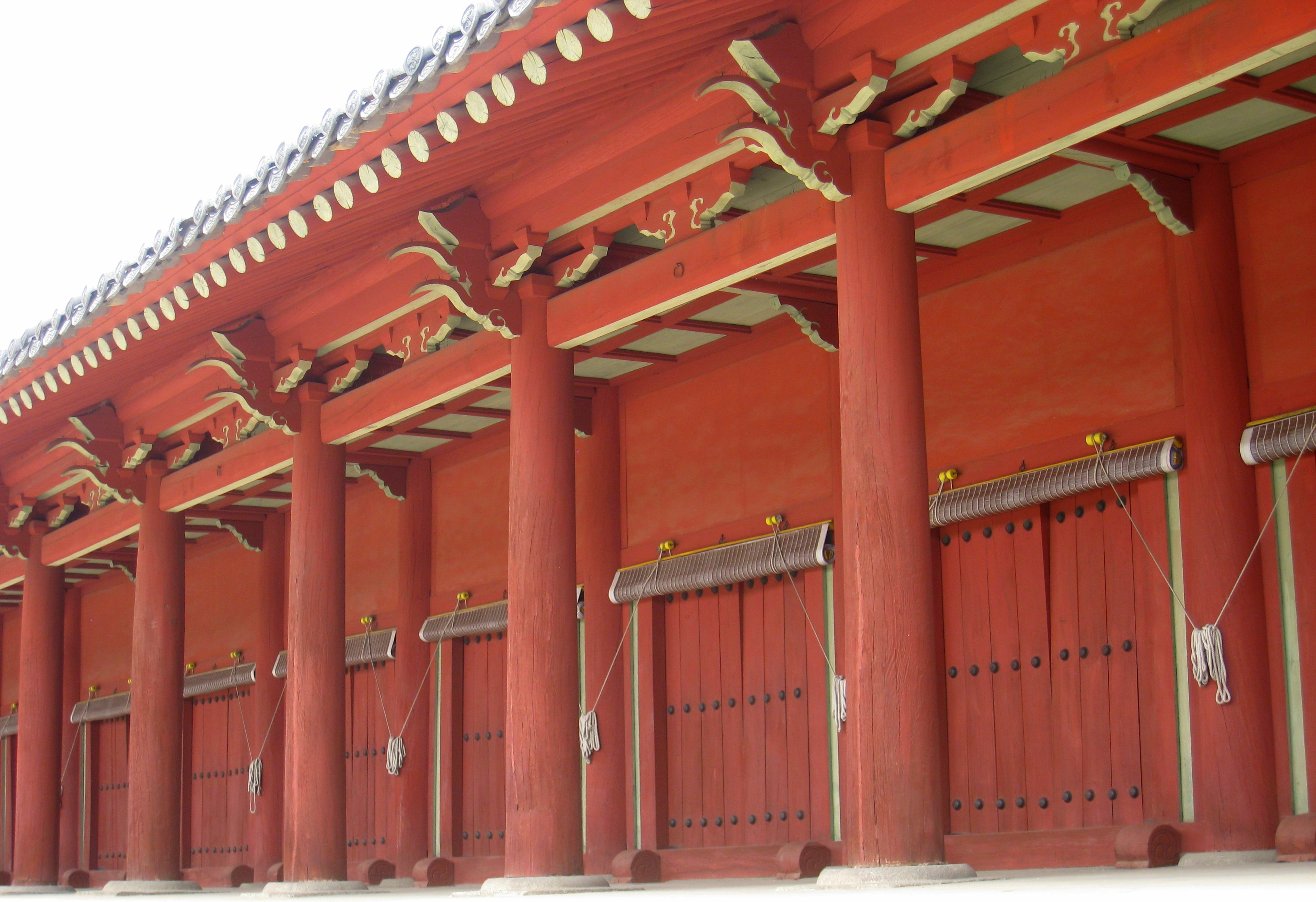
Чонджон (деталь крокви та дерев'яні колони)